# 台湾系アメリカ人
台湾系アメリカ人（たいわんけいアメリカじん、英語: Taiwanese American、繁体字中国語: 臺灣裔美國人）は、アメリカ合衆国の市民のうち、台湾に起源を持つ人々のこと。
第二次世界大戦後の移民によって、アメリカに渡った人々とその子孫のことを指すことが大多数を占める。大陸出身の中国系住民と同様と見なすかは、議論の対象となっている（台湾問題）。台湾独立運動の支持者たちは、台湾系住民と中国系住民及び華僑は別だと主張している。台湾系を中国系に含めるか否かの議論は、在外同胞に関わる業務を所管している僑務委員会の英語名称が「Overseas Chinese Affairs Commission」から「Overseas Compatriot Affairs Commission」に変更されるきっかけとなった（台湾本土化運動）。
米華両政府が台湾系住民を中国系住民の一部と説明しているように、人口統計学の研究においても中国大陸や香港、マカオ、台湾だけでなく東南アジアから再移住した華僑も、中国の国家の地位としての問題（「一つの中国」ならびに「二つの中国」問題）には触れずに、広義の中国系アメリカ人として包括する傾向にある。
2007年のアメリカの国勢調査では、台湾系住民は100,608人（8,501人の誤差幅あり）居住していると見積もられた。
多くの台湾（中華民国）系移民は、アメリカにおける華人移民の中で最も高い地位を占めており、その経済力や政治的立場は中華人民共和国からの移民とは一線を画す。かつての米国政府は、「台湾系アメリカ人」と「中国系アメリカ人」を区別せず、かれらを「同じ華人」として見なしていたが、ウクライナ戦争後の台湾と中国の関係悪化や、2021年にバイデン政権が発足してからは台湾人と中国人はハッキリと区別され始めている。

## 歴史
1950年代以前の台湾からの移民者の数は、取るに足らないものだった。元々、台湾には原住民が住んでいたが、17～18世紀にかけて大陸の清から主に閩南・客家系の人々が移り住むようになった。1895年の日清戦争で台湾の統治権は日本に移り、近代化が推し進められることとなった。
戦前の台湾では、アメリカへの移民の道は実質的に開けていなかった。1840年代には、アメリカの企業がハワイや西海岸の開発に必要な安価な労働力をアジアで確保し始めた際にも、台湾が注目されることは無かった。
1949年からは中国共産党が大陸に中華人民共和国を成立させたことに伴い、蔣介石の中国国民党は台湾へ退却した。 冷戦下の状況で、アメリカは国民党主導の中華民国を1979年まで中国全土の唯一の合法政府と承認していた。その結果、台湾からの移民者数は、中国大陸と同じ数が割り当てられていた。1952年に、職業能力や家庭関係等を基礎とする四つの優先順位の順にビザを割り当てる制度を定めた「移民及び国籍法」、1965年に移民により離散した家族の呼び寄せ枠と、特定の職能を持つ人を採用する雇用枠を、2大優先カテゴリーとして移民受け入れの基本的な枠組みを定めた「改正移民法」がそれぞれ制定されたことにより、アメリカに移民する条件は緩和され、多くの台湾人がアメリカへ渡った。1977年に共産党政府がアメリカへの移民を禁止したことと、1979年の米中国交正常化に伴う台湾関係法の制定により、それまで中国大陸に割り当てられていた移民者数が、ほぼそのまま台湾に割り当てられることとなった。
1960年代後期以前にアメリカへ移民を行った者は、国共内戦の敗北により中国大陸を追われ、国民党とともに台湾に移ったいわゆる外省人が多数を占めていた。その後は、国共内戦以前から台湾に住んでいた本省人の割合が徐々に増え始めた。1970年代後半からは、台湾の経済発展が進み、政治活動の取り締まりも軟化し始めたことから、移民者の数は減少するようになった。

## 社会経済状況

### 教育
多くの台湾系アメリカ人は、非常に高度な教育水準を誇っており、医師や技術者、大学教授、科学者、軍幹部、NASA職員といった社会的地位の高い仕事に就いているケースが多く、スティーブン・チューや李遠哲といったノーベル賞受賞者も存在する。特に本省人の間では、日本統治時代に総督府から政治や会社経営の場から排除されていた半面、総督府医学校が創設され、医師や看護師になることを促されていたという歴史的背景もあって、医療関係の仕事に従事することは尊ばれる傾向にあるという。
あらゆる社会的背景における台湾系住民は、アメリカにおける自身らの教育レベルや収入、平均寿命、財政ならびに社会経済的機会といったその他の社会指標において、著しい進歩を達成したことを表す数値を出し、その多くは貧困を脱却し、中産階級の仲間入りを果たしている。一流大学における在校生・卒業生の比率も、国内人口の0.5%未満しか占めていないにもかかわらず、高い数値を誇っている。2009年に公表された国勢調査データでは、台湾系住民はアメリカにおけるあらゆるエスニック・グループをしのぎ、国内で最も高い教育達成レベルがあるという結果が出た。同年の国勢調査労働統計局の発表によると、未婚率は全米平均が28.7%、アジア系住民が49.7%という数値の中、台湾系住民の未婚率は74.1%（男性が81.1%、女性が68.7%）という高い数値を出している。台湾系住民の42.4%は修士号か博士号もしくは他の専門職学位を保持しており、その値は全国平均の4倍以上である.。
| 民族                       | 民族内における 大卒以上の学歴者の割合 |
| -------------------------- | ------------------------------------- |
| 台湾系住民                 | 74.1%                                 |
| 中国系住民                 | 51.9%                                 |
| フィリピン系住民           | 47.9%                                 |
| 日系人                     | 43.7%                                 |
| 白人（ヒスパニックを除く） | 27.0%                                 |
| ベトナム系住民             | 23.5%                                 |
| 黒人                       | 14.3%                                 |
| 全米平均                   | 24.4%                                 |

### 職業
多くの台湾系アメリカ人は、企業経営や専門職のほか、技術者や医療従事者、投資関係者、法曹、学術分野といったホワイトカラーの仕事に従事している。全米におけるホワイトカラーの職業の従事者の割合が35.7%であるのに対し、台湾系住民の従事率は67.8%（男性が69.5%、女性が66.3%）となっている。失業率も、全米平均が6.4%であるのに対し、3.1%とあらゆるエスニック・グループの中で最も優秀な数値を出している。

### 所得
2009年に公表された国勢調査によると、台湾系アメリカ人の平均所得は8万1624ドル（男性が9万3793ドル、女性が6万6022ドル）で、国内の少数民族の中でも最も高い額を誇っている。貧困率も8.0%と、アジア系住民の中では最も優秀な値を出している。

## 市民権
1960年代には、多くの台湾系アメリカ人が国民党政権の白色テロによる逮捕と処刑から逃れるべく、アメリカを生活の基盤とすることを選んで、同地で家庭を持った。1970年代後期から1980年代前半にかけて、台湾の経済状態が改善したことは、移民による人口の流出率を低下させる結果をもたらした。1990年代に、台湾で政治の自由化が成されたことは、政治的理由で国外での生活を余儀なくされていた人々の帰国を促すこととなった。
アメリカ合衆国への忠誠の誓いが、それまでの国籍の放棄を要求していないことから、中華民国政府においても本人が在米弁事処を通して、中華民国内政部から中華民国の市民権を放棄することを申請し、内政部が承認しない限り、市民権が消滅することはない。正式な放棄申請がない限り、中華民国政府はアメリカの市民権を保持した在米住民が、中華民国市民であり続けられるよう配慮しており、中華民国で行われる選挙における投票権も認めている。

## 政治
政治的に、台湾系アメリカ人は主に両国で多重国籍が認知されていることによって力を得て、中華民国の政治と文化において、かなり活発な役割を果たした。台湾の独自性のある政治も、台湾系アメリカ人第一世代が少なからず影響している。李登輝や宋楚瑜、馬英九など後に国民党幹部となった人物の多くは、アメリカで学位を取得した。その一方でアメリカは、彭明敏や施明徳といった、反国民党行為により台湾を事実上追放された人物の主要な亡命先でもあった。
台湾とアメリカの緊密な関係は、いくらかの興味深い政治的な力にもたらすこととなった。 時として、台湾に対する忠誠心の問題が持ち出されることがある。 例えば、馬英九総統は2008年の総統選の運動期間中に、姉妹と娘がアメリカの市民権を保持しているという事実が明らかになった。宋楚瑜も、アメリカに資産としての広大な土地を保有していたことや、自身の子供たちがアメリカの市民権を保持していることが明らかになったため、非難されることとなった。国民党員である議員や官僚の一部が台湾での公職在任中にアメリカの永住権もしくは市民権を保持していることに批判的な世論がある。アメリカと深い関係がある人々が、平均的な台湾人より裕福で特権的な地位にあることは、社会問題の一つと考えられている。
しかし、泛藍連盟と泛緑連盟は双方ともにアメリカとは深い繋がりがあるため、どの政治家も政治的優位を失いたくないが故に、この問題を扱うことができなかった。泛藍連盟と泛緑連盟は、いずれも台湾系アメリカ人に票を頼っている。2004年中華民国総統選挙の際には、双方の支持グループがアメリカ各地で運動を展開しただけでなく、約1万人の台湾系アメリカ人が、約3万票ともいわれた浮動票の取り込みを目的とした支援集会の開催と、選挙での投票を行うために、台湾へ向かった。
二重国籍者が政治的に高い役職から排除されている間も、台湾では二重国籍を禁止するための大規模な運動が展開されることはなかった。中華民国最高法院では、単一国籍・二重国籍に関わらず、全ての市民は同じ権利を有するとの判決が下された。この判決では、アメリカ生まれの台湾国民も同様の扱いをするということが強調された。

## 言語状況
台湾系移民の第一世代は北京官話を共通語としながら、台湾語を話す者も多く存在し、少数ながら客家語も話す者もいた。本省人の移民一世は、日本統治時代の教育を受けたことから、日本語を第二言語として話した。彼らの子供達も、中国語学校に通っているかいないかにかかわらず、言語継承により幼少期は北京官話を話すこととなったが、アメリカにおける大部分の移民二世と同様に、年齢を経るにつれて、親から受け継いだ北京官話を忘れていくといったケースが多く見られた。台湾系移民二世の多くは、北京官話を解する者は少なく、台湾語を第二言語として話したが、会話能力の程度は個人差が大きい。対照的に、台北都市圏出身の移民者の家族は北京官話を第二言語として話し、台湾語はほとんど解さないという。ま客家にルーツを持つ移民二世も、第二言語として北京官話を話すという。客家の移民一世の多くは、北京官話・台湾語・客家語の3言語全てを解するという。閩南と客家の混血は、第二言語として北京官話のみを話しているという。閩南と外省人の混血若しくは純粋な外省人の家庭で育った移民二世は、そのほとんどが北京官話のみを第二言語とし、台湾語は全く解さないという。

## 居住地
経済面と教育面での成功を達成するため、多くの台湾系移民は古い広東語が話されるチャイナタウンに定住することはなかった。代わりに、彼らの多くは都市部の郊外に直接移住し、新たに台湾人コミュニティーを形成した。例えば、1970年代後期から1980年代初期にかけて、台湾系移民がカリフォルニア州モントレーパークへの入植を開始し、同地の開発に貢献した。そのことから、同地は「リトル台北」若しくは嘲笑的な意味合いを込めて「マンダリンパーク」とも呼ばれるようになった。
カリフォルニア州ロサンゼルス郡の中でもローランドハイツやハシェンダハイツ・アルカディア・サンマリノ・サンガブリエル・テンプルシティ・ダイアモンドバー・ウォールナットなどは「リトル台北」の様相を呈している。他にはロサンゼルス郡とオレンジ郡の境界に位置するセリトス・アルテシア、オレンジ郡中部のアーバインである。
北カリフォルニアでは、シリコンバレーのクパチーノ・サンノゼ、イーストベイのエルサリート・オークランドなどである。
ニューヨーク郊外のフラッシング地区とその周辺でも、台湾から新しい資本が大量に投資され、大部分が荒廃したそれまでのチャイナタウンに代わる新たなコミュニティーが形成されることとなった。
今日、モントレーパークがもはやロサンゼルスにおける主要な台湾系コミュニティーではない一方で、フラッシング地区はニューヨークにおける台湾系コミュニティーの中でも文化的・政治的・経済的に主要な地位にある。
テキサス州ヒューストン近郊のシュガーランドでも台湾系移民が、1980年代中頃からベレヤー通りで新しいチャイナタウンを形成するようになった。現在では、ホア族系移民も多く住むようになったが、一部の台湾系実業家とその企業は、今なおヒューストンでは大きな力を誇っている。テキサス州ではダラス近郊のリチャードソンも多い。
他にはシアトル大都市圏の一角を成すワシントン州ベルビュー、ジョージア州アトランタ北東部、ワシントンD.C.北西部に位置するメリーランド州ロックビルなどである。
台湾系住民向けのショッピングセンターや複合商業施設には、ほとんどの所でスーパーマーケットだけではなくレストランも完備されているため、郊外に住んでいる台湾系住民はチャイナタウンへはめったに出向く必要がないという。加えて、店では若い在米台湾人達が本国における最新の流行や大衆文化をリアルタイムで知りたがっていることを見越して、台湾からの輸入品を提供している。台湾系住民は、本国から定住したコミュニティーに台湾料理を持ち込んだが、台湾系コミュニティー以外ではタピオカティーを除いて人気を得ることはなかった。

## 移民による団体
台湾系アメリカ人のための団体としては、台湾人公共事務会や台美公民協会、美国台裔学生協会などがある。台湾系住民が多く住む大部分の都市には、台湾協会または台湾センターが置かれている。
1969年には、北米で初となる台湾系教会である恩恵帰正教会が、ニューヨークのウッドサイドに設立された。

## メディア
台湾系住民は、世界日報やシカゴ・チャイニーズ・ニュースといった、北米における主要な中国語新聞社を何社か運営している。しかしながら、これらのような有力かつ購読者の多い新聞は、台湾系住民だけに迎合することはなく、むしろ中国系住民に合わせた内容の論調がメインとなっている。週刊新聞である太平洋日報は、より排他的に台湾系の読者に向けて適合させた内容の論調となっている。
テレビ放送においても、アメリカにおける中国語放送は中天電視などの台湾系メディアが支配している。台湾資本のテレビ局は、台湾系アメリカ人に対してリアルタイムで台湾におけるニュースを提供している。

## ビジネス
99ランチマーケットのように、台湾系住民を主な客層に見込んだ企業がいくつか存在する。エイサーやASUS、Yahoo!、ビューソニック、NVIDIA、ガーミン、YouTubeなど台湾系アメリカ人によって経営若しくは共同設立されている企業も少なくない。

## 著名な台湾系アメリカ人
- アンディ・ウォン - 総合格闘家
- ジョー・チェン - イラストレーター、漫画家
- スティーブ・チェン - YouTube社の共同創立者の一人
- ジェンスン・ファン - NVIDIA社の共同創設者の一人
- ジェリー・ヤン - 実業家
- ジャスティン・リン - 映画監督、脚本家、プロデューサー
- チョーリャン・リン - ヴァイオリニスト
- アレキサンダー・ワン - 男性ファッションデザイナー
- ルーシー・リュー - 女優
- 李遠哲 - 化学者
- 呉建豪 - 歌手・俳優
- アンバー - 韓国のアイドルグループf(x)のメンバー
- マーク - 韓国のアイドルグループGOT7のメンバー
- マイケル・チャン - 元男子プロテニス選手